# Халстид (Канзас)
Халстид (енгл. Halstead) град је у америчкој савезној држави Канзас.

## Демографија
По попису из 2010. године број становника је 2.085, што је 212 (11,3%) становника више него 2000. године.
| Група             | 2000.         | 2010.         |
| Белци             | 1.788 (95,5%) | 1.956 (93,8%) |
| Афроамериканци    | 4 (0,2%)      | 11 (0,5%)     |
| Азијати           | 8 (0,4%)      | 7 (0,3%)      |
| Хиспаноамериканци | 41 (2,2%)     | 82 (3,9%)     |
| Укупно            | 1.873         | 2.085         |